# 交大昂立
上海交大昂立股份有限公司（上交所：600530）是由上海交通大学、上海大众出租汽车股份有限公司等九家股东創立的的股份公司，目前業務橫跨保健食品（昂立多邦）、房地產和股權投資。上海交大昂立股份有限公司最早可追溯至1990年由上海交通大學教師創建的上海昂立生物食品厂。
2016年1月，交大昂立战略投资泰凌医药，购买其股份成为重要股东。在2018年财报中，公司营收和净利润双双同比下降，其所投资的疫苗及药品企业泰凌医药2018年亏损近10亿元。2019年11月12日，交大昂立发布公告表示将择机适量出售所持有的泰凌医药股份。对此公司表示选择聚焦保健品主业。
2023年6月10日，由于该公司未披露经审计的2022年年度报告，上交所下发《监管工作函》，敦促公司召开年度股东大会，确定年审机构以及编撰年度报告。根据上交所规定，如果上市公司在2023年6月30日内仍未披露经审计的2022年年度报告，公司股票将被实施退市风险警示；如公司在2023年8月31日内仍未披露经审计的2022年年度报告，公司股票将被终止上市。

## 外部連結
- 官方网站